# Arthur Stanley Eddington
Sir Arthur Stanley Eddington, OM, FRS, angleški fizik, astronom, astrofizik, matematik in popularizator znanosti, * 28. december 1882, Kendal, Westmorland, Anglija, † 22. november 1944, Cambridge, Cambridgeshire, Anglija.

## Življenje in delo
Eddington je študiral na Kolidžu Owens (Owens College) (sedaj Univerza Manchester) in na Kolidžu Trinity (Trinity College), Univerze v Cambridgeu. Od leta 1906 do 1913 je bil glavni pomočnik na Kraljevem observatoriju Greenwich. Leta 1913 je postal profesor astronomije na Univerzi v Cambridgeu. Bil je predstojnik Observatorija v Cambridgeu.
Raziskoval je gibanje zvezd, njihov razvoj in uporabo načela relativnosti v astrofiziki. Pomagal je poenostaviti teorijo relativnosti in prispeval matematična dognanja k teoriji. Določil je maso, središčno temperaturo in notranjo zgradbo mnogih zvezd. Leta 1916 je postavil teorijo o notranji zgradbi zvezd. Ukvarjal se je tudi s kozmologijo in s teorijami o razvoju Vesolja.
Pojasnil je povezavo med maso in svetilnostjo (izsevom) zvezd. Izdelal je teoretično razlago kefeid. Svoje delo v astronomiji je podal v svoji klasični knjigi Notranja zgradba zvezd (The Internal Constitution of the Stars), ki jo je objavil leta 1926. Istega leta je napisal Zvezde in atomi (Stars and Atoms), priljubljeno zbrano delo z istega področja. Najbolj je bil znan kot popularizator znanosti. Njegova knjiga Narava fizikalnega sveta (The Nature of the Physical World) iz leta 1928 je bila ena izmed najbolj branih knjig o abstraktnih znanostih sploh. V poznejših letih se je ukvarjal s filozofskimi in epistemiološkimi vprašanji.
S svojim delom je vplival na mladostnega Hoylea.

### Pretresanje s Chandrasekharjem o obstoju črnih lukenj
Vsebina razširitve njegovih modelov je na vrat na nos povzročila znano pretresanje s Chandrasekharjem, ki je bil tedaj študent v Cambridgeu. Chandrasekharjevo delo je nakazovalo obstoj in odkritje črnih lukenj, ki so se tedaj zdele tako absurdno nefizikalne, da Eddington ni verjel kako lahko imajo Chandrasekharjeve čisto matematične izpeljave posledice na stvarni svet. Izkazalo se je, da se je Eddington motil, vendar njegov vzgib še vedno ostaja predmet debat. Po Chandrasekharjevem pripovedovanju tega pripetljaja, v katerem je bilo njegovo delo ostro zavrnjeno, je bil Eddington dokaj krut, dogmatičen in rasističen. To je različna slika Eddingtonove osebnosti, ki so jo opisali drugi njegovi sodobniki. Kritika na njegov račun je temeljila na sumu, da čisto matematična izpeljava iz teorije relativnosti ni dovolj za razlago na videz strašnih fizikalnih paradoksov, ki so bili značilni za degenerirane zvezde. Če bi Eddington izrazil svoje nestrinjanje s konceptom točkovne gravitacijske singularnosti, bi bilo dovolj pošteno, v bistvu pa je raztrgal Chandrasekharja. Še sedaj se ne razume kaj se dogaja s snovjo pri padanju v črno luknjo in obstaja dvom v takšno singularnost. Chandrasekhar se je pritoževal, da ga tednji vodilni fiziki pri tem niso podprli, navkljub temu, da so Dirac, Peierls in Price napisali pomembni članek, ki ga je zagovarjal.

## Priznanja

### Nagrade
Leta 1924 je za svoje znanstvene dosežke prejel medaljo Bruceove, medaljo Henryja Draperja in zlato medaljo Kraljeve astronomske družbe (RAS). Leta 1928 je prejel kraljevo medaljo Kraljeve družbe. Leta 1930 je bil povzdignjen v viteza. Leta 1938 je prejel red zaslug.

### Poimenovanja
Po njem se imenuje udarni krater na Luni Eddington in asteroid 2761 Eddington. Kraljeva astronomska družba njemu v čast vsako leto podeljuje Eddingtonovo medaljo za izjemne raziskave v teoretični astrofiziki.